# Grayan-et-l'Hôpital
 Grayan-et-l'Hôpital  es una población y comuna francesa, situada en la región de Aquitania, departamento de Gironda, en el distrito de Lesparre-Médoc y cantón de Saint-Vivien-de-Médoc. Limita al norte con Soulac-sur-Mer  y Talais , al este con Saint-Vivien-de-Médoc , al sur con Vensac y Vendays-Montalivet y al oeste con el océano Atlántico (playa vigilada de Le Gurp y centro naturista de Euronat).

## Demografía
| 543 | 508 | 534 | 553 | 617 | 728 |
| Para los censos de 1962 a 1999 la población legal corresponde a la población sin duplicidades (Fuente: INSEE [Consultar]) |     |     |     |     |     |